# Neomorphinae
Neomorphinae es una subfamilia de aves cuculiformes de la familia Cuculidae conocidas como cucos terrestres del Nuevo Mundo, ya que todas son principalmente terrestres y nativas de América.
Incluye a los correcaminos (género Geococcyx).

## Géneros y especies
- Dromococcyx 
  - D. pavoninus Pelzeln, 1870
  - D. phasianellus Spix, 1824

- Geococcyx Wagler, 1831
  - G. californianus Lesson, 1829
  - G. velox Wagner, 1836

- Morococcyx 
  - M. erythropygus Lesson, 1842

- Neomorphus Gloger, 1827
  - N. geoffroyi Temminck, 1820
  - N. pucheranii Deville, 1851
  - N. radiolosus Sclater & Salvin, 1878
  - N. rufipennis Gray, 1849
  - N. squamiger Todd, 1925

- Tapera
  - T. naevia Linnaeus, 1766